# كوهيبا

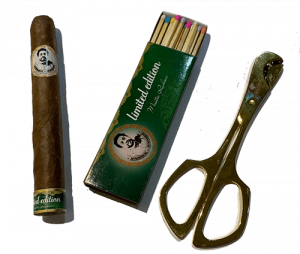
ظهور السيجار

كوهيبا (بالإسبانية: Cohiba)‏ علامة تجارية لنوع من السيجار الفاخر الذي تنتجه شركة هابانوس الكوبية. كان سيجار كوهيبا في الستينيات والسبعينيات مخصصا فقط للرئيس الكوبي فيدل كاسترو وكبار مسئولي الحزب الشيوعي في كوبا حتى عام 1982 حيث طرح للبيع التجاري.